# 교육연구대학원
런던대학교 교육연구대학원(Institute of Education, IOE)은 영국의 런던에 있는 교육학자 및 교원 양성을 위한 대학원이다.  1902년 런던교육대학교(London Day Training College)라는 이름으로 처음 설립되었다. 런던대학교 교육연구대학원에는 칼 만하임, 바질 번스타인, 마이클 영, 폴 허스트, 마이클 바버, 피터 고든, 군터 크레스, 스티븐 볼 등 세계적으로 명망이 높고 영국사회에서 영향력이 큰 학자들이 교수진으로 역임해왔으며 지난 수 년간 영국대학기금위원회(British University Fund Bodies)의 대학평가에서 가장 높은 연구성과를 인정받아 왔을 정도로 전반적인 교육서비스의 질과 내용 면에서 유럽 최대의 교육연구기관이다. 런던대학교 교육연구대학원의 학장이기도 했던 Denis Lawton 교수는 “이 대학원의 역사는 우리 교육의 역사이기도 하다.” 이라고 적고 있어 런던대학교 교육연구대학원가 영국 교육에서 갖고 있는 의미를 말해주고 있다.

### 교육 과정
- 학부 과정 (BA, BSc),
- 학부졸업생을 대상으로 한 교사양성 과정 (PGCE: Postgraduate Certificate of Education),
- 현직 교사들을 위한 계속교육 과정 (BEd degree 또는 Advanced Diploma in Education),
- 대학원 과정 (MA, MSc, MPhil, EdD, PhD등, 석/박사 과정),
- 각종 연구 프로젝트 수행을 위한 리서치 유닛 개설

수많은 교육연구와 현장의 실천을 바탕으로 학문적인 업적을 쌓아 영국 교육의 중심지로 자리잡고 있다.

### 재학 학생 및 배출 교사 수
세계 100여개국에서 유학온 천여명의 학생들을 포함해 약 7천2백여명의 학생(학부과정 210명, 교사양성과정 약 천2백명, 대학원 석사과정 4천명, 박사과정 700명)들이 재학하고 있으며, 매년 천2백 명의 교사들을 배출하고 있다.

### 건물

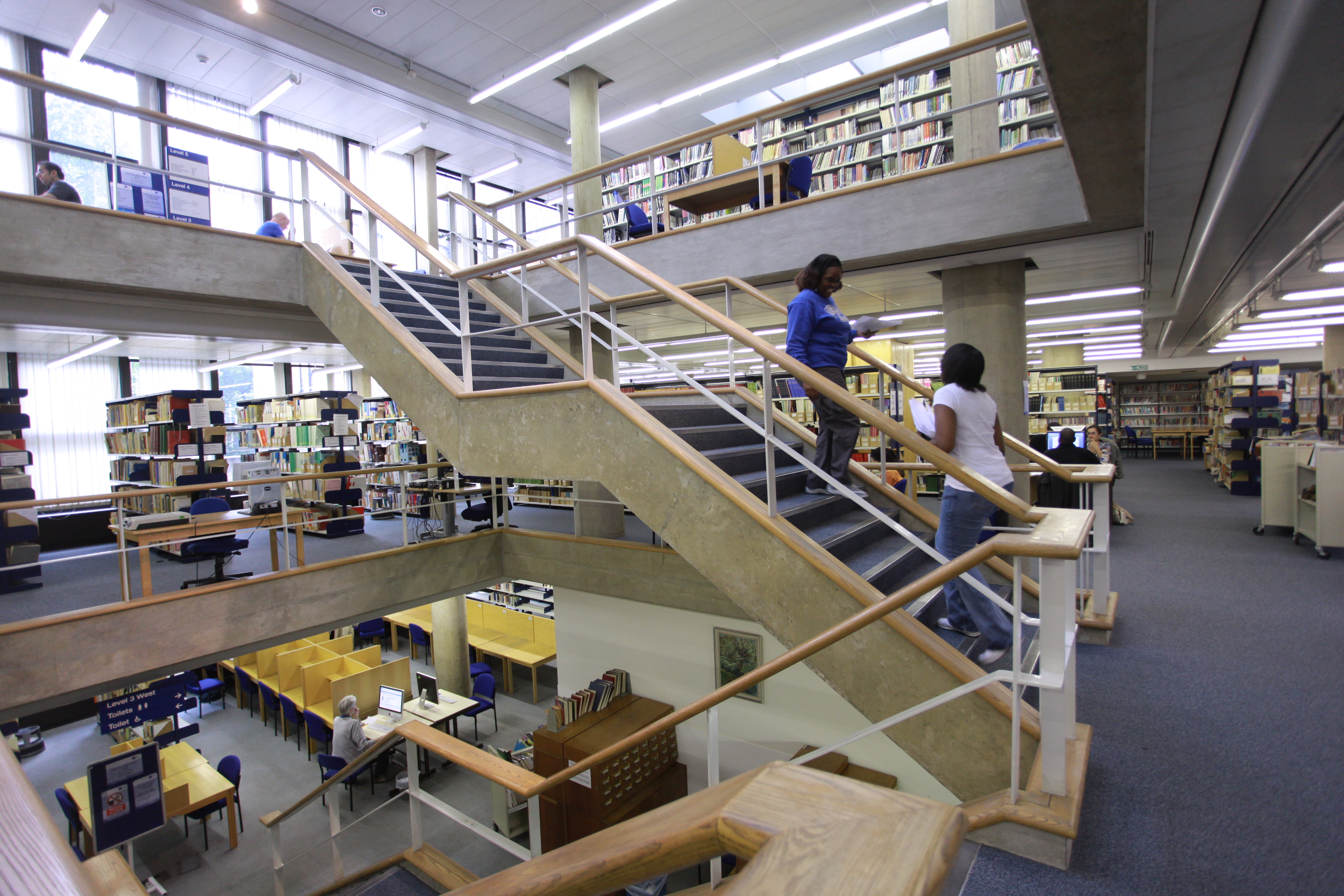
The IOE's Newsam Library

런던대학교 교육연구대학원은 런던의 중심부인 블룸스버리에 위치해서 영국내는 물론 유럽에서 가장 방대한 규모를 자랑하는 교육학 전문 도서관인 Newsam 도서관은 물론 연중 크고 작은 세미나와 학술발표회가 열리는 콘퍼런스 홀들을 갖추고 있다.

### 런던대학교 교육연구대학원의 한인 학생들
현재 이곳에는 런던대학교 교육연구대학원 한인 학생회가 조직되어 있어 50명 안팎의 한인 유학생들을 중심으로 학기마다 학술세미나 개최, 교육 연구기관이나 학교 현장 방문, 교육분야 관계자와의 간담회, 학술정보 교류와 친목을 도모하는 등 성공적인 학업 성취를 위한 자치활동을 해오고 있다. 또한 런던대학교 한인학생회 (ULKS: University of London Korean Society)의 일원으로서 런던대학교 내 다른 대학 한인학생회들과 함께 각종 행사 및 친목을 도모하고 있다.